# 陆家嘴街道
陆家嘴街道是中国上海市浦东新区下辖的一个街道。面积6.89平方公里。户籍人口11.87万人（2008年）。前身是1992年底成立的梅園新村街道。2006年，梅園新村街道更名為陆家嘴街道。

## 行政区划
陆家嘴街道下辖以下地区：
梅园一村居委会、梅园三村居委会、市新居委会、隧成居委会、福沈居委会、福山居委会、光辉居委会、松山居委会、陈家门居委会、林山居委会、东昌居委会、荣城居委会、昌邑路居委会、上港新村居委会、招远路居委会、三航居委会、崂山一村居委会、崂山二村居委会、崂山三村居委会、崂山五村居委会、崂山六村居委会、乳山二村居委会、乳山四村居委会、乳山五村居委会、仁恒滨江园居委会、菊园江临居委会、菊园居委会、浦江茗园居委会、东园新村一居委会、东园新村二居委会。